# Capraia Isola
Capraia Isola je općina u pokrajini Livorno u talijanskoj regiji Toskana, smještena na istoimenom otoku Toskanskog otočja.

## Vanjske poveznice
- Capraia Isola — Turističke informacije
- Capraia Isola — Turističke informacije